# 大前祐介
大前祐介（おおまえ ゆうすけ、1982年4月6日 - ）は、日本の陸上競技選手で、短距離を専門としている。身長176cm、体重70kg、AB型。

## 略歴
目黒区立第七中学校一年のときに陸上をはじめ、本郷高等学校のときに世界ジュニア陸上選手権200mの準決勝で日本高校歴代2位（当時）にあたる20秒81の記録を出して日本人初の決勝進出。5位入賞を果たす。その後早稲田大学に進学し、20秒29のジュニアアジア記録を作った。しかし、それから2006年現在までに出した自己2番目以下の記録は20秒57、20秒59、20秒60、と言うように、やや開きがあり、自己ベストが傑出している。そのため、20秒29の自己ベストが、出てしまった記録として本人を悩ませると言われる事もある。しかし、20秒57は2006年に出したもので、これは世界選手権参加A標準記録を突破するものであった。
大学を卒業した後は富士通に所属。2006年9月10日に行われた南部記念100mで優勝し、アジア大会のリレーの代表として選ばれた（本人は初めての日本代表と認識している）。本大会では4×100mリレーの第3走者として出場し、銀メダルを獲得した。
高校時代からウエイトトレーニングを重視して取り組んでおり、トレーニングを積むにつれて記録がどんどん伸びケガを全くしなくなったと語っている。現役時代にはベンチプレス130kg、ハイクリーン130kgを挙上している。
2015年1月現在、株式会社ドームの営業本部スポーツマーケティング部に在籍し、陸上プロモーション担当及び陸上部ゼネラルマネージャーとして活動している。
2018年以降はニューバランスジャパンスポーツマーケティング担当として活動している。
2022年2月 早稲田大学競走部監督に就任。

## 自己記録
記録欄の（　）内の数字は風速（m/s）で、+は追い風を意味する。
| 種目 | 記録                        | 年月日                     | 場所          | 備考               |
| ---- | --------------------------- | -------------------------- | ------------- | ------------------ |
| 100m | 10秒33 (+1.6) 10秒33 (+1.2) | 2001年7月1日 2004年4月29日 | 松本市 広島市 |                    |
| 200m | 20秒29 (+0.6)               | 2001年6月30日              | 松本市        | ジュニアアジア記録 |

## 主要大会成績
備考欄の記録は当時のもの
| 年   | 大会                  | 場所                 | 種目    | 結果   | 記録          | 備考                     |
| ---- | --------------------- | -------------------- | ------- | ------ | ------------- | ------------------------ |
| 1999 | アジアジュニア選手権  | シンガポール         | 200m    | 3位    | 21秒17        |                          |
| 1999 | アジアジュニア選手権  | シンガポール         | 4x100mR | 優勝   | 39秒86 (4走)  |                          |
| 1999 | 世界ユース選手権 (en) | ブィドゴシュチュ     | 200m    | 準決勝 | 21秒73 (+0.7) |                          |
| 1999 | 世界ユース選手権 (en) | ブィドゴシュチュ     | 4x100mR | 2位    | 40秒14 (4走)  |                          |
| 2000 | 世界ジュニア選手権    | サンティアゴ         | 200m    | 5位    | 21秒05 (+1.3) | 日本人初のファイナリスト |
| 2000 | 世界ジュニア選手権    | サンティアゴ         | 4x100mR | 3位    | 39秒47 (3走)  | ジュニア日本記録         |
| 2001 | アジアジュニア選手権  | バンダルスリブガワン | 200m    | 3位    | 21秒22 (+2.9) |                          |
| 2001 | ユニバーシアード (en) | 北京                 | 200m    | 準決勝 |               |                          |
| 2001 | ユニバーシアード (en) | 北京                 | 4x100mR | 優勝   | 38秒77 (4走)  | 同種目日本初の金メダル   |
| 2002 | アジア選手権          | コロンボ             | 200m    | 予選   | 21秒75        |                          |
| 2002 | アジア選手権          | コロンボ             | 4x100mR | 4位    | 39秒41 (4走)  |                          |
| 2003 | アジア選手権          | マニラ               | 200m    | 6位    | 21秒26 (0.0)  |                          |
| 2003 | アジア選手権          | マニラ               | 4x100mR | 3位    | 39秒59 (3走)  |                          |
| 2005 | アジア選手権          | 仁川                 | 200m    | 予選   | 21秒74 (0.0)  |                          |
| 2005 | アジア選手権          | 仁川                 | 4x100mR | 優勝   | 39秒10 (3走)  |                          |
| 2005 | 東アジア競技大会 (en) | マカオ               | 200m    | 5位    | 21秒62        |                          |
| 2005 | 東アジア競技大会 (en) | マカオ               | 4x100mR | 優勝   | 39秒61 (3走)  |                          |
| 2006 | アジア競技大会        | ドーハ               | 4x100mR | 2位    | 39秒21 (3走)  |                          |